# Five Eyes
Cet article concerne le service de renseignement. Pour le film, voir Five Eyes (film).
Five Eyes (littéralement « Cinq yeux », traduit comme Groupe des cinq par la Défense canadienne), abrégé FVEY pour la classification,, désigne l'alliance des services de renseignement de l'Australie, du Canada, de la Nouvelle-Zélande, du Royaume-Uni et des États-Unis. 
Ces pays sont reliés entre eux par l'accord UKUSA, un traité qui prévoit la coopération entre les différents services assurant la collecte de renseignements électromagnétiques,,.

## Historique

Carte des Five Eyes : l'Australie, le Canada, la Nouvelle-Zélande, le Royaume-Uni et les États-Unis.

Les origines de cette alliance remontent à la Seconde Guerre mondiale. La Charte de l'Atlantique, signée en 1941 par les Alliés, établit les lignes stratégiques du monde de l'après-guerre. Pendant la guerre froide, le système d'interception ECHELON est mis sur pied pour surveiller les communications de l'URSS et des pays du Bloc de l'Est ; il est aujourd'hui utilisé par les États-Unis comme instrument de surveillance des communications partout dans le monde,.
À la fin des années 1990, le journaliste néo-zélandais Nicky Hager (en) divulgue l’existence du programme ECHELON ; cette révélation déclenche le débat sur la surveillance de masse au Parlement européen et, dans une moindre mesure, au Congrès des États-Unis. 
À titre de participants à la guerre contre le terrorisme depuis 2001, les Five Eyes élargissent leurs capacités de surveillance en mettant l'accent sur la surveillance d’Internet.
En 2013, l’ancien consultant de la NSA Edward Snowden décrit les Fives Eyes comme « une agence de renseignement supranationale qui ne répond pas aux lois de ses propres pays membres ». Les documents révélés par Snowden en 2013 montrent que les Five Eyes ont intentionnellement espionné leurs citoyens et partagent les informations afin de contourner les lois garantissant les droits des personnes. Des documents classifiés divulgués par Snowden concernent:
- PRISM – exploité par la NSA avec le GCHQ et l'ASD[9],[10] ;
- XKeyscore – exploité par la NSA avec des contributions de l'ASD et du GCSB[11] ;
- Tempora – exploité par le GCHQ avec des contributions de la NSA[12],[13] ;
- Muscular – exploité par le GCHQ et la NSA[14] ;
- Stateroom – exploité par l'ASD, la CIA, le CSEC, le GCHQ et la NSA[15].

## Membres
| Pays             | Agence                                                | Abbr      | Rôle                                  |
| ---------------- | ----------------------------------------------------- | --------- | ------------------------------------- |
| Australie        | Australian Secret Intelligence Service                | ASIS      | ROHUM                                 |
| Australie        | Australian Signals Directorate                        | ASD       | ROEM                                  |
| Australie        | Defence Intelligence Organisation (Australie)         | DIO       | Renseignements sur la défense         |
| Canada           | Commandement du renseignement des Forces canadiennes  | COMRENSFC | Renseignements sur la défense         |
| Canada           | Centre de la sécurité des télécommunications Canada   | CSTC      | ROEM                                  |
| Canada           | Service canadien du renseignement de sécurité         | SCRS      | Renseignement de sécurité             |
| Nouvelle-Zélande | Directorate of Defence Intelligence and Security (en) | DDIS      | Renseignements sur la défense         |
| Nouvelle-Zélande | Government Communications Security Bureau             | GCSB      | ROEM                                  |
| Nouvelle-Zélande | New Zealand Security Intelligence Service             | NZSIS     | Renseignements de sécurité (et ROHUM) |
| Royaume-Uni      | Defence Intelligence (en)                             | DI        | Renseignement sur la défense          |
| Royaume-Uni      | Government Communications Headquarters                | GCHQ      | ROEM                                  |
| Royaume-Uni      | Security Service                                      | MI5       | Renseignement de sécurité             |
| Royaume-Uni      | Secret Intelligence Service                           | MI6       | ROHUM                                 |
| États-Unis       | Central Intelligence Agency/NCS                       | CIA       | ROHUM                                 |
| États-Unis       | Defense Intelligence Agency                           | DIA       | Renseignements sur la défense         |
| États-Unis       | Federal Bureau of Investigation                       | FBI       | Renseignement de sécurité             |
| États-Unis       | National Security Agency                              | NSA       | ROEM                                  |